# Edo Friedrich von der Schulenburg
Pour les articles homonymes, voir Schulenburg (homonymie).
Edo Friedrich Christof Daniel comte von der Schulenburg(-Angern) (né le 27 avril 1816 à Angern, Altmark et mort le 6 août 1904 dans la même ville) est un propriétaire terrien prussien, administrateur d'arrondissement et homme politique.

## Biographie

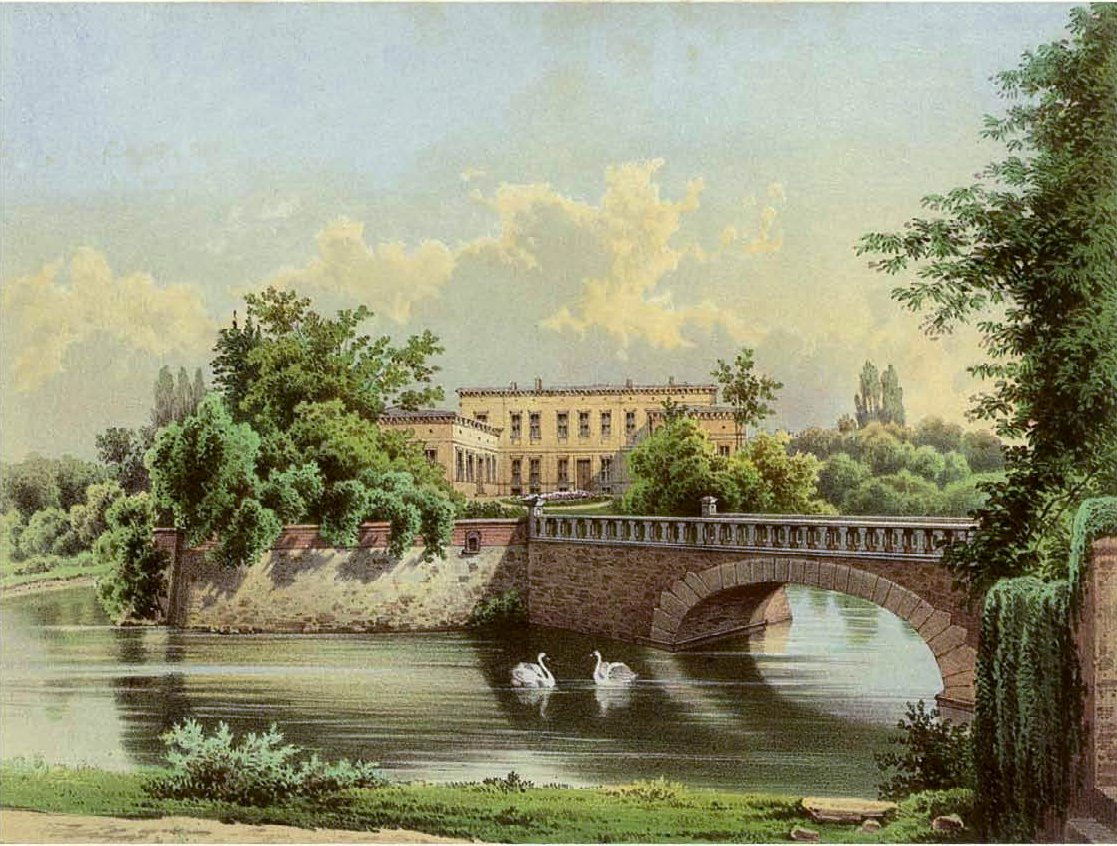
Manoir d'Angern, vers 1871/73, d'après la collection d'Alexander Duncker

### Carrière
Edo von der Schulenburg est formé par des tuteurs privés au lycée de Magdebourg et à partir de 1830 à l'académie de chevalerie de Brandebourg-sur-la-Havel. De 1834 à 1838, il étudie le droit à Bonn et à Berlin. À Halle, il est membre du parti de la fraternité depuis 1833 et à Bonn, il est membre du Corps Borussia depuis 1835.
En 1839, Schulenburg devient ausculateur au tribunal de grande instance de Wolmirstedt, mais ne poursuit pas sa carrière administrative, se consacrant à la place à l'administration de sa succession, majorat et fidéicommis à Angern à partir de 1840. En 1843, il fait rénover dans le style villa italienne le manoir d'Angern construit par Christoph Daniel Ier von der Schulenburg, le frère de son arrière-grand-père Heinrich Hartwig Ier von der Schulenburg. De 1852 à 1869, il est administrateur de l'arrondissement de Wolmirstedt. Il est député du parlement provincial de Saxe (de) et du Synode général. À partir de 1872, il appartient à la chambre des seigneurs de Prusse lors de la présentation de l'Association des biens anciens et fortifiés du duché de Magdebourg. Schulenburg est resté député jusqu'à sa mort en 1904. Le comte Edo Schulenburg s'intéresse personnellement à la généalogie et à l'histoire régionale.

### Famille
Edo comte von der Schulenburg est issu de la branche d'Angern, du nom du domaine familial d'Angern, la lignée blanche de la famille noble brandebourgeoise-prussienne des von der Schulenburg. Edo von der Schulenburg est le fils unique du président du district Friedrich comte von der Schulenburg-Angern (1769-1821) et de sa seconde épouse Auguste Luise Adolfine, née von Cramm (1793-1854). Le parrain est Frédéric-Guillaume III, roi de Prusse.
Edo von der Schulenburg se marie le 27 juin 1841 à Berlin avec Helene Alexandrine Charlotte Florentine von Schöning (née le 25 avril 1823 à Berlin et morte le 13 avril 1901 à Angern), fille de Kurd von Schöning (1789-1859) et de Charlotte von Bornstädt (1795-1841).
Le couple a huit enfants, dont deux sont décédés immédiatement après leur naissance. Son fils aîné, Fritz von der Schulenburg (né le 2 janvier 1843 à Angern et mort le 24 mars 1921 dans la même ville), administrateur de l'arrondissement de Wolmirstedt et député de la chambre des seigneurs de Prusse. Le second fils est Kurd (né le 22 février 1846 à Angern et mort le 4 octobre 1921 à Cassel), il se marie en 1879 avec Luise Raab et devient chef forestier à Oderhaus, en 1888, il est nommé maître forestier à Cassel. Le troisième fils décède le jour de sa naissance, le 3 décembre 1847 à Angern. Martha, la première fille née le 11 avril 1852 à Angern, y est décédée le 25 janvier 1858. Hedwig, la fille née le 1er novembre 1853 à Angern, y est décédée le 25 novembre de la même année. Son fils Edo, né le 12 octobre 1855 à Angern, devient le lieutenant royal prussien du 15e régiment d'uhlans. Il est décédé le 25 juin 1890. Le 31 janvier 1858, un autre fils décède à Angern le jour de sa naissance. Le fils cadet Hartwig (né le 8 mai 1866 à Angern et mort le 1 février 1949 à Parey) est employé comme avocat prussien. conseiller de tribunal d'instance au tribunal d'instance de Genthin et plus tard comme avocat. Après avoir divorcé de sa première femme Clara Kusenberg en 1906, il se marie avec Freya Rosenkranz.